# ليلي إرنست
ليلي إرنست (بالإنجليزية: Leila Ernst)‏ هي ممثلة أمريكية، ولدت في 1922 في جافري في الولايات المتحدة، وتوفيت في 1970.

## وصلات خارجية
- ليلي إرنست على موقع IMDb (الإنجليزية)
- ليلي إرنست على موقع قاعدة بيانات برودواي على الإنترنت (الإنجليزية)
- ليلي إرنست على موقع قاعدة بيانات الفيلم (الإنجليزية)